# 毛澤東號機車

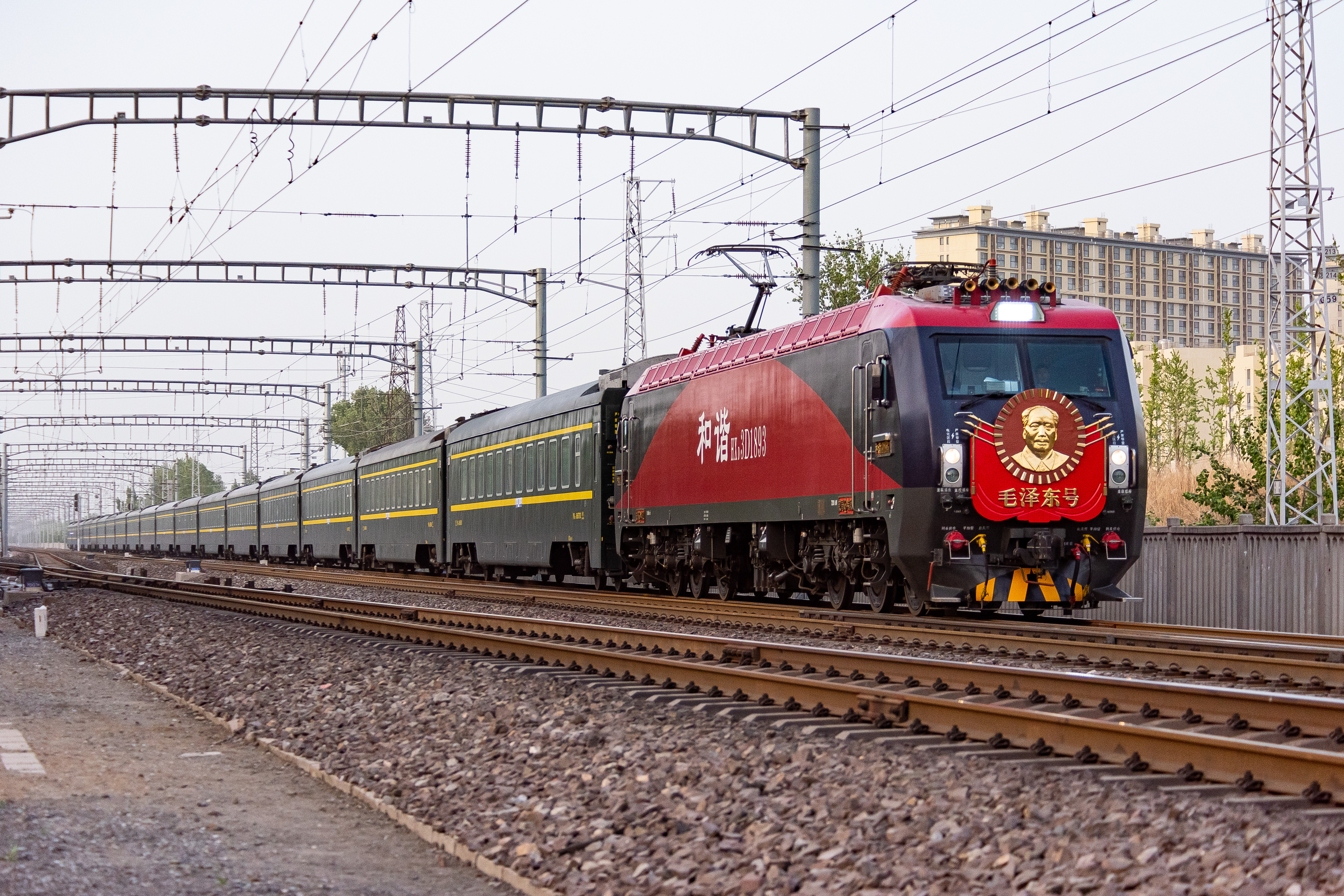
现役“毛泽东号”HXD3D-1893牵引Z1次列车通过京广铁路长阳村线路所（2021年5月）

毛澤東號機車又稱毛澤東號、“毛澤東號”機車組、毛澤東號機車組、“毛澤東號”機車，是现隶属于中国铁路北京局集团有限公司丰台机务段的一组挂牌机车。截至2022年，共有6台机车先后悬挂“毛泽东号”铭牌上路运行，依次为：MK1-304蒸汽机车（1946年10月30日）、东风4型-0002号内燃机车（1977年1月27日）、东风4B型-1893号内燃机车（1991年8月29日）、东风4D型1893号机车（2000年12月26日）、和谐3B型1893号电力机车（2010年12月26日）、和谐3D型1893号机车（2014年12月25日至今）。

## 歷史

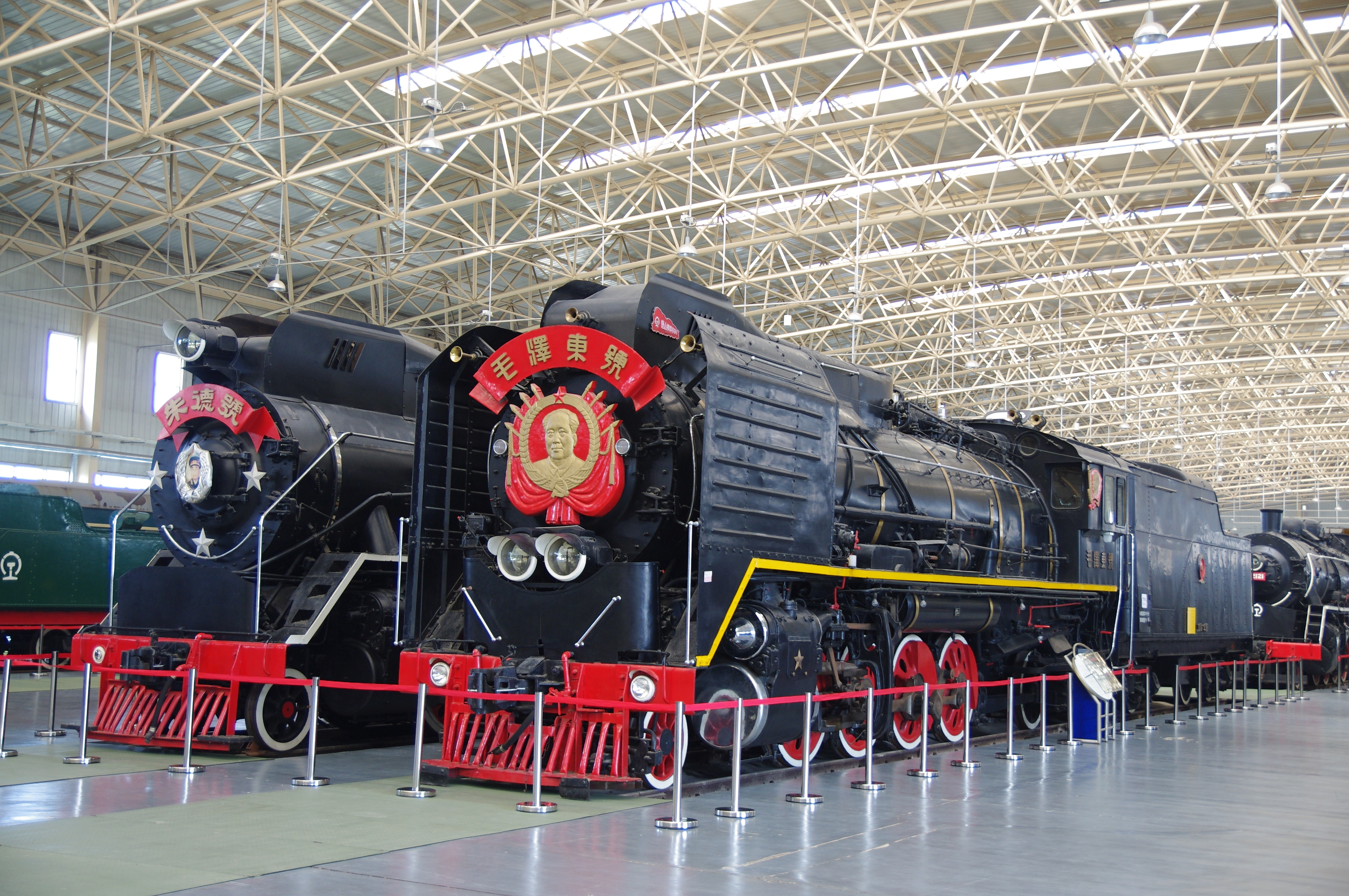
第一代毛泽东号现于中国铁道博物馆展出

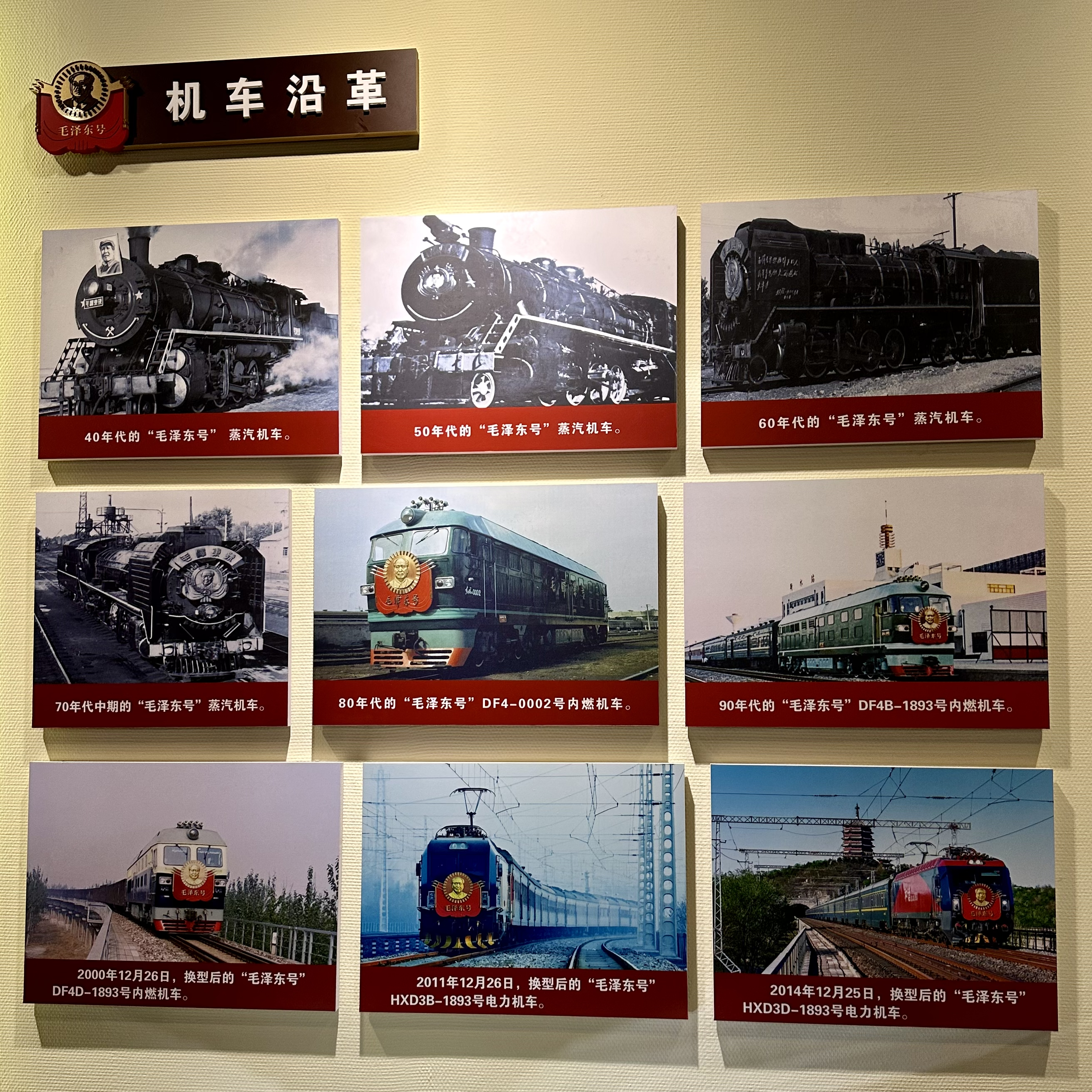
毛泽东号机车沿革

1946年10月30日，首台“毛泽东号”机车在哈尔滨机务段开始运行。。這台機車是ㄇㄎ1—304号机车，由工人經過27天修復。中共東北局將其命名為毛澤東號。遼沈戰役期間，毛澤東號負責運送物資。1949年3月，“毛泽东号”机车落户丰台机务段。2014年7月1日，“毛泽东号”机车不再牵引货运列车，开始牵引旅客列车，初期为北京西-安庆K1071/1072次列车，同年12月25日换型为HXD3D后开始牵引北京-长沙T1/2次，2016年5月改号为Z1/2次旅客列车并改在北京西站到发。2024年1月，往来于北京西站和长沙站的Z1/2次列车升级为D1/2次列车，牵引机车更换为复兴号CR200J型动车组。“毛泽东号”机车被调往往返北京丰台站和邯郸站的K7710/7709次列车承担牵引任务。

## 历任司机长
- 第一任：陈捷三（1946年10月—1947年6月）
- 第二任：李  永（1947年6月—1950年12月）
- 第三任：郭树德（1950年12月—1952年4月）
- 第四任：岳尚武（1952年4月—1956年1月）
- 第五任：蔡连兴（1956年1月—1970年12月）
- 第六任：郭映福（1970年12月—1973年6月）
- 第七任：陈福汉（1973年7月—1979年8月）
- 第八任：高俊亭（1979年9月—1990年2月）
- 第九任：王志祥（1990年2月—1997年5月）
- 第十任：葛建明（1997年5月—2005年5月）
- 第十一任：赵巨孝（2005年6月—2012年3月）
- 第十二任：刘钰峰（2012年4月—2018年12月）
- 第十三任：王振强（2018年12月至今）